# كأس يوبر
كأس يوبر (بالإنجليزية: Uber Cup) ، هي بطولة رسمية لكرة الريشة أسسها الاتحاد الدولي لكرة الريشة عام 1957م، ويشارك فيه 12 منتخباً، تصدرت الصين بـ 13 لقباً.